# 4656 Huchra
4656 (1978 VZ3) је астероид главног астероидног појаса чија средња удаљеност од Сунца износи 2,850 астрономских јединица (АЈ).
Апсолутна магнитуда астероида је 12,8.